# Botanicula
Botanicula es un videojuego de aventura gráfica desarrollado y distribuido en forma independiente por Amanita Design. El juego fue lanzado el 19 de abril de 2012 para Microsoft Windows, Mac OS X y Linux; posteriormente se desarrollaron las versiones  para iOS y Android.
Botanicula está ayudando a la World Land Trust para proteger cientos de hectáreas de selva tropical.

## Trama
Botanicula sigue la aventura de cinco criaturas botánicas  que están tratando de salvar la última semilla del árbol donde viven de criaturas parásitas malvadas que han infestado su casa.

## Personajes
- Sr. Lantern - El principal protagonista de Botanicula. Es una pequeña criatura de color naranja. Él puede absorber las semillas lo que lo hace brillar y le da poderes.
- Señora Mushroom - El segundo personaje jugable. Ella es la única mujer del grupo. Puede crear copias idénticas de sí misma. Otro poder que tiene es achicar su tamaño.
- Sr. Poppyhead - El miembro más robusto del grupo y el tercer personaje jugable.
- Sr. Twig - Otro personaje jugable. Se parece a una ramita. Él tiene muchos brazos que pueden expandirse. También tiene capacidad de crecer flores.
- Sr. Feather - El último personaje jugable. Es muy pequeño, pero puede volar.

Arañas - Antagonistas del juego. Atacaron el árbol que es el hogar de los personajes principales.

## Modo de juego

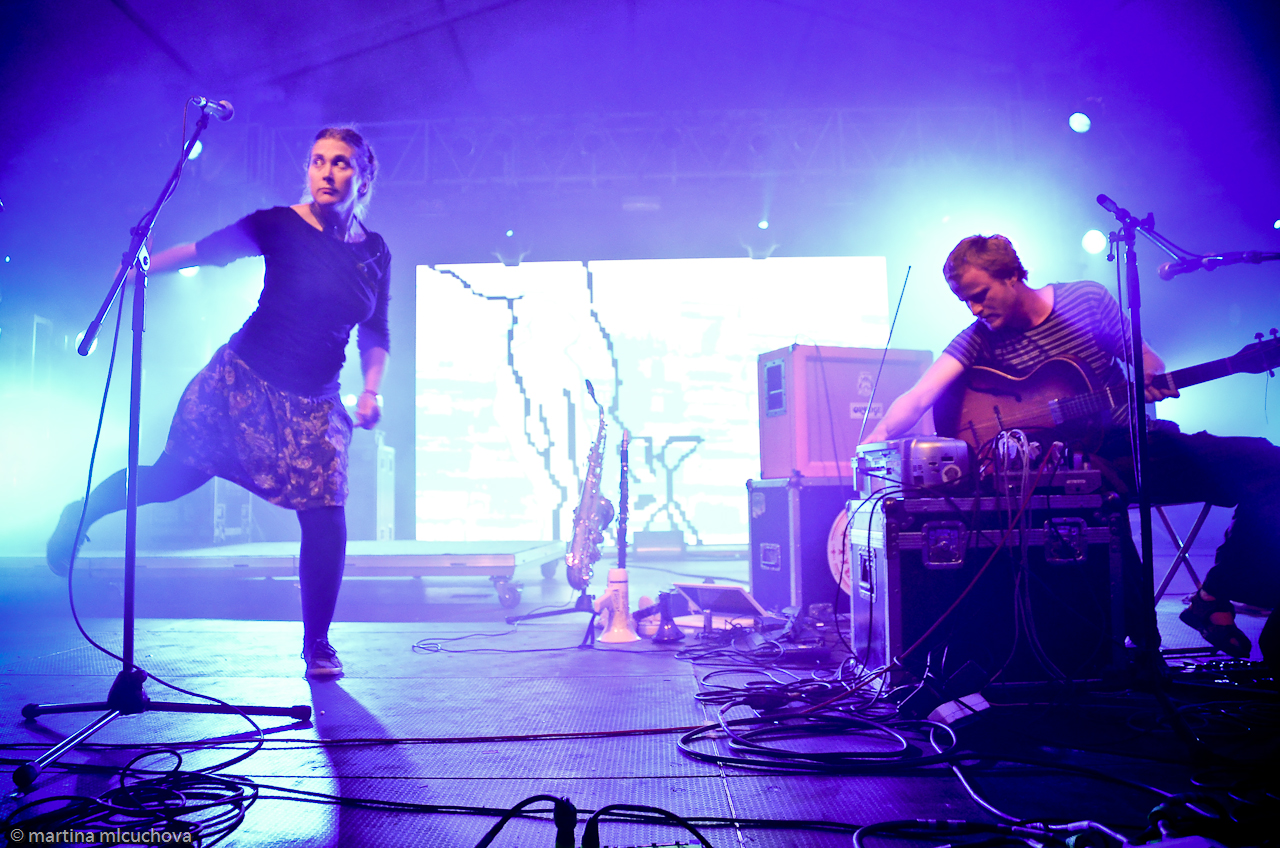
DVA en la Fiesta de la Uva 2011

Al igual que los anteriores juegos de Amanita Design, en Botanicula el jugador controla a un protagonista (o varios protagonistas) y explora el entorno, resuelve los puzles y recoge los elementos que se requieren para sortear los obstáculos que se presentan en su camino. El jugador es capaz de interactuar con otras criaturas y encontrar los huevos de Pascua que están presentes en el ambiente.
Al igual que Machinarium, en el juego no hay diálogo ni hablado ni escrito.

## Premios
Botanicula ganó el premio anual en 'Excelencia en Audio "en Independent Games Festival” en el  2012. El juego también fue nominado y recibió el premio “Diseño de Historia/Mundo” en IndieCade (el Festival Internacional de Juegos Independientes) en 2012.  Botanicula también ganó en los  “European Award 2012” en la categoría de “Mejor Juego de Aventura Europea”.
Botanicula fue elegido en la competencia “Booom”  por ser el mejor videojuego checo de 2012. El juego también apareció en “Anifest” donde fue galardonado por su contribución artística a los videojuegos checos en 2012.

## Críticas
El juego recibió críticas abrumadoramente positivas de los críticos. Fue elogiado por su música y visuales, así como el juego en sí mismo. Sin embargo, otras críticas señalaron la falta de querer jugarlo de nuevo una vez terminado.